# Saint-Féliu-d’Avall
Saint-Féliu-d’Avall – miejscowość i gmina we Francji, w regionie Oksytania, w departamencie Pireneje Wschodnie.
Według danych na rok 1990 gminę zamieszkiwało 1956 osób, a gęstość zaludnienia wynosiła 181 osób/km² (wśród 1545 gmin Langwedocji-Roussillon Saint-Féliu-d’Avall plasuje się na 200. miejscu pod względem liczby ludności, natomiast pod względem powierzchni na miejscu 709.).

## Zabytki
Zabytki na terenie gminy posiadające status monument historique:
- kościół św. Andrzeja (Église Saint-André de Saint-Féliu-d’Avall)

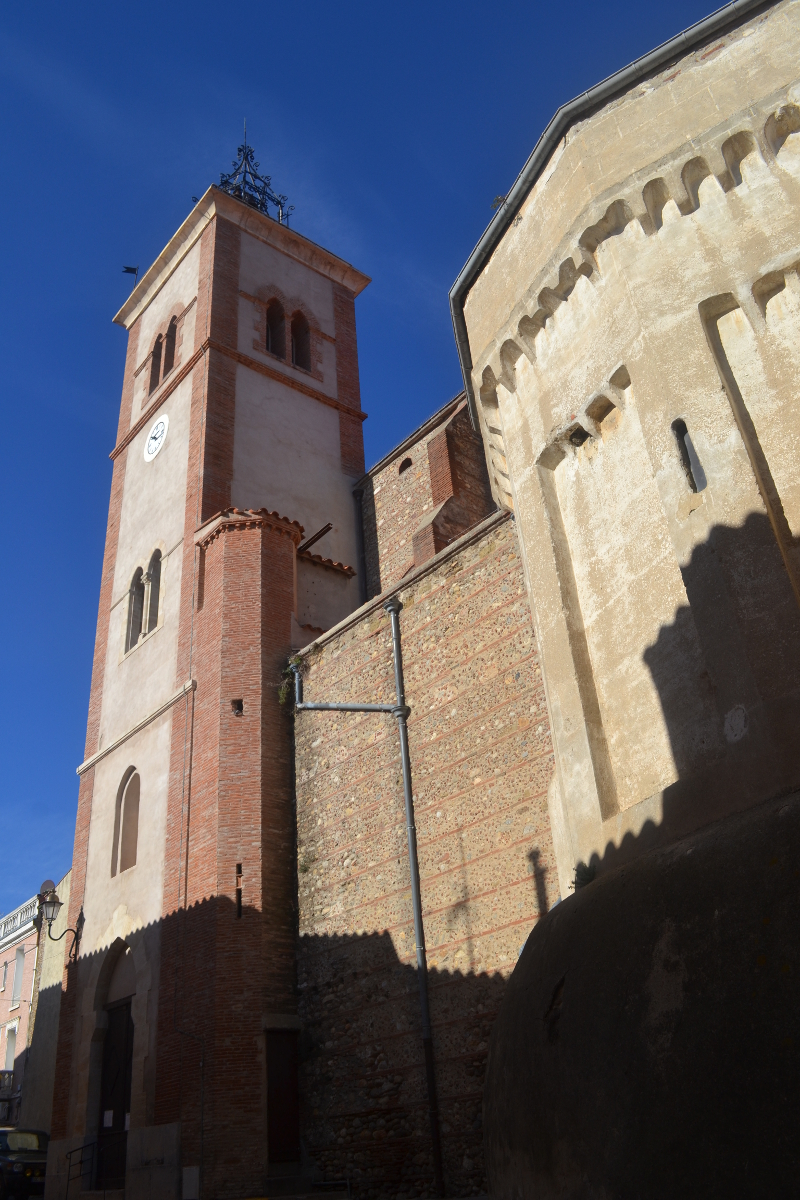
Kościół św. Andrzeja (2015)

## Demografia

Populacja Saint-Féliu-d’Avall w latach 1962–2008